# 杨箕村

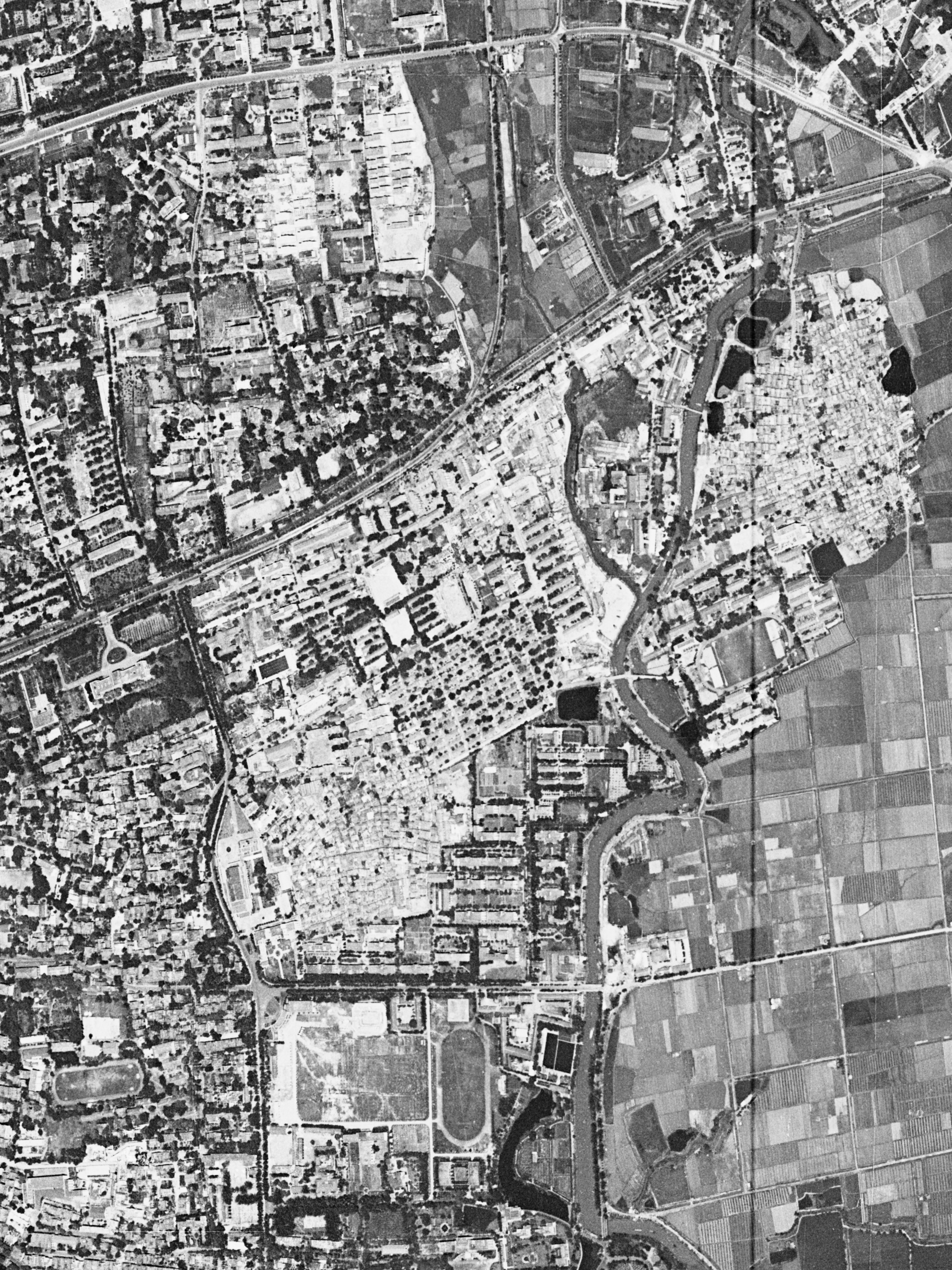
杨箕村（右侧）卫星图（1966年）

杨箕村，原名簸箕里，后称簸箕村、扬箕村，位于中国广州市越秀区东部，是一条始建于北宋天禧年间的村落，于2010年7月1日起整体拆除重建，现已建成新型社区。

## 地理
杨箕村位于珠江三角洲冲积平原上，地势平坦，呈北高南低，东南部及北部错落分布几座小山冈，周围为广阔的冲积平原。三面环水，东临火甲涌、南临珠江、西环杨箕涌。中华人民共和国成立前，村范围东至石牌村、林和村交界处，北至现沙河街道、广州军体院、动物园一带，西至达道路口，南至珠江河畔，有2860多亩农田。随着近年经济发展，村中地块相继被征用，范围不断萎缩，目前仅为东到广州大道、北至中山一路、西至杨箕涌、南达东兴北路一带区域，主要有泰兴、长庚、雄镇、泰来、永巩、星垣等36条大街、123条小巷及9座祠堂。

## 历史
杨箕村旧属番禺永泰乡，北宋天禧三年（1020年）有黄姓族人在村中部石门口一带耕作、居住。因河滩小墩被珠江水冲积成块状，形状与筛米的箕相似，得名簸箕里，至明朝弘治年间改称簸箕村。村民大多是从陕西、河南、江西、福建等地南迁的移民，主要为姚、李、秦、梁等四个主要姓氏，形成“四社五约”、“三姚两李一秦梁”的村落结构。1934年因避免与河南新窖镇同名的簸箕村混淆，两村互派代表商量改名事宜，南部簸箕村改名南箕村，东郊簸箕村因沙河涌两岸种植杨桃树而易名杨箕村。另一说法为当时改名为扬箕村，取“发扬光大祖辈荣耀”之意，後來外人改稱杨箕村。
改革開放之前，楊箕村主要是稻田和菜地，改革開放20餘年間，楊箕人在村鎮內發展經濟，全村固定資產達到8億元，曾是广州农村改革开放的名片，同時楊箕的土地不斷被徵用，村鎮面積縮小。逐漸富裕的村民開始建新屋，但由於缺乏規劃，樓與樓間距非常小，楊箕村內形成了大量「握手樓」「一線天」景觀。

## 拆迁

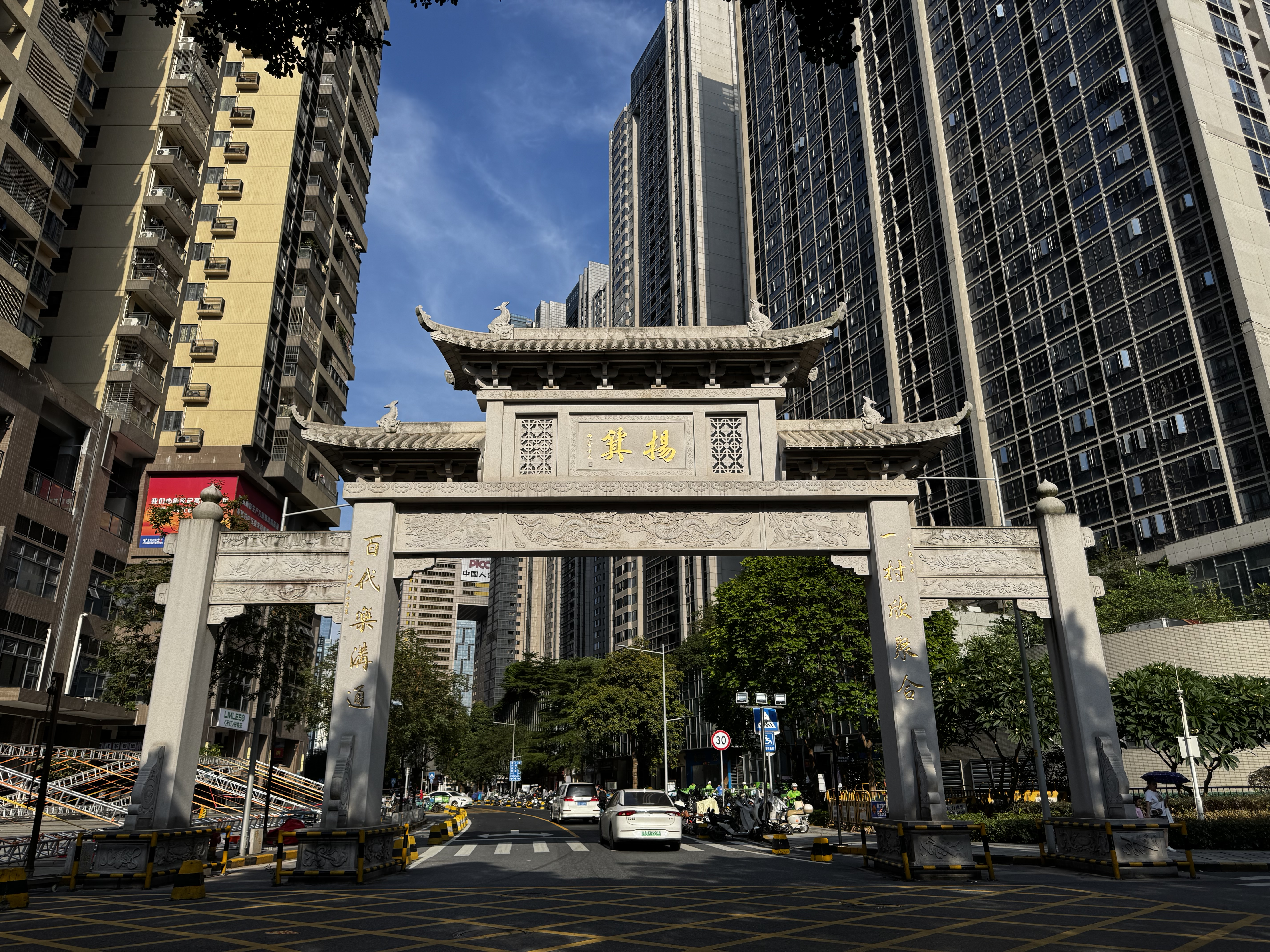
杨箕村西门（杨箕大街西口）

近年随着附近的五羊新城及珠江新城先后兴起，楊箕逐漸被廣州城區包圍，其城中村格局与周围环境显得格格不入，搶劫、盜竊等社會問題日益突出，因此楊箕村于2010年被纳入广州9条拆迁改造城中村之一，7月1日开始拆除。改造费用18.8亿元，预计2014年6月底前完成村民回迁，由富力地产负责改造。需要拆除的房屋共1496栋，截至2010年5月26日，已有1197户村民签约同意拆遷，并领取奖励。
在11.5万平方米的拆迁区域内，除完整保留玉虚宫外，其余34.7万平方米的建筑将整体拆除重建。成为容积率为5.63，建筑总量64.8万平方米，住宅总量不超过44万平方米的新型社区。改造后将以杨箕大街为界划分为南北两大部分：北侧6万平方米的村民回迁区域，南侧为5万平方米的出让融资区域。在回迁区域内，有16栋回迁安置房，最高为33层，最低为26层。玉虚宫旁将建姚、李、秦、梁四大姓氏祠堂，南面則將建40层以上的大楼及酒店式公寓、幼儿园、小学、公交站、超市等配套设施。

## 公共交通
- 地铁：杨箕站、五羊邨站
- 公交：杨箕村站、南方报社站、东泰路口站、东泰路站

## 外部連結
- 千年杨箕村的残存记忆
- 杨箕村，900年古村落的最后时光 （页面存档备份，存于）